# FUEN
FUEN (Federal Union of European Nationalities, på dansk Føderalistiske Union af Europæiske Folkegrupper, FUEF , på tysk Föderalistische Union Europäischer Volksgruppen, FUEV), Den Europæiske Mindretalsunion, er et samarbejdsorgan for europæiske mindretal, som har rådgivende status ved Europarådet. FUEV har hovedkontor i Flensborg. Siden 1995 har FUEN en rådgivende status i forhold til de Forenede Nationer. Endelig har Unionen deltaget i OSCE’s møder om mindretalsproblemer. FUEN kaldes på dansk som regel Mindretalsunionen. 
Den europæiske mindretalsunion FUEN blev etableret i 1949 som sammenslutning af organisationer for nationale mindretal i Europa. Mindretalsunionen tager sit udspring i den pan-europæiske bevægelse efter anden verdenskrig. Heri spillede føderalistiske og regionalistiske grupper en central rolle. I dag er mindretalsunionen en europæisk interesseorganisation for traditionelle og nationale mindretalsgrupper. I begyndelsen af 2008 har FUEN i alt 84 medlemsorganisationer, der repræsenterer mindretal i 30 europæiske stater. Det danske undervisningsministerium støtter mindretalsunionen.
Medlemmer fra det nordiske område er:
- Danske sydslesvigere (Sydslesvigsk Forening)
- Tyske nordslesvigere (Bund deutscher Nordschleswiger)
- Nordfrisere (Friisk Foriining og Nordfriesischer Verein)
- Skåninger (Stiftelsen Skånsk Framtid)
- Tornedalsfinner
- Sverigefinner (Sverigefinska Riksförbundet)
- Finlandssvenskere (Svenska Finlands Folketing)

Der er ingen samiske organisationer i mindretalsunionen.

## Eksterne links
- FUEN's hjemmeside